# Resolutie 528 Veiligheidsraad Verenigde Naties
Resolutie 528 van de Veiligheidsraad van de Verenigde Naties werd bij wijze van consensus aangenomen bij de 2410e vergadering van de Raad op 21 december 1982. De resolutie nam het Arabisch op als werktaal van de Veiligheidsraad. Het was tevens de laatste resolutie van de Veiligheidsraad in dat jaar.

## Achtergrond
De eerste werktalen van de VN-Veiligheidsraad waren het Engels en het Frans. In 1969 werden ook het Russisch en het Spaans aldus opgenomen. In 1974 volgde ook het Chinees. In 1980 vroeg de Algemene Vergadering van de Verenigde Naties om ook het Arabisch als werktaal op te nemen.

## Inhoud
De Veiligheidsraad:
- Heeft het verzoek om het Arabisch op te nemen als werktaal van de Veiligheidsraad overwogen.
- Denkt aan resolutie 35/219 van de Algemene Vergadering.
- Denkt ook aan de resoluties 3190 (XXVIII) en 34/226 van de Algemene Vergadering.
- Houdt er rekening mee dat de Algemene Vergadering in resolutie 35/219 A vroeg het Arabisch tegen 1 januari 1983 als officiële taal en werktaal op te nemen in het belang van de effectiviteit van het werk van de VN.
- Komt tot de beslissing om het Arabisch als officiële taal en als werktaal op te nemen en de procedures °41 en °42 te amenderen.

Regel 41Arabisch, Chinees, Engels, Frans, Russisch en Spaans zijn zowel de officiële talen als de werktalen van de Veiligheidsraad.
Regel 42Voordrachten in een van de zes talen van de Veiligheidsraad moeten in de andere vijf worden vertaald.

## Verwante resoluties
- Resolutie 263 Veiligheidsraad Verenigde Naties (1969)
- Resolutie 345 Veiligheidsraad Verenigde Naties (1974)

Lijst ·  500 ·  501 ·  502 ·  503 ·  504 ·  505 ·  506 ·  507 ·  508 ·  509 ·  510 ·  511 ·  512 ·  513 ·  514 ·  515 ·  516 ·  517 ·  518 ·  519 ·  520 ·  521 ·  522 ·  523 ·  524 ·  525 ·  526 ·  527 ·  528